# Jan Milicz z Kromieryża

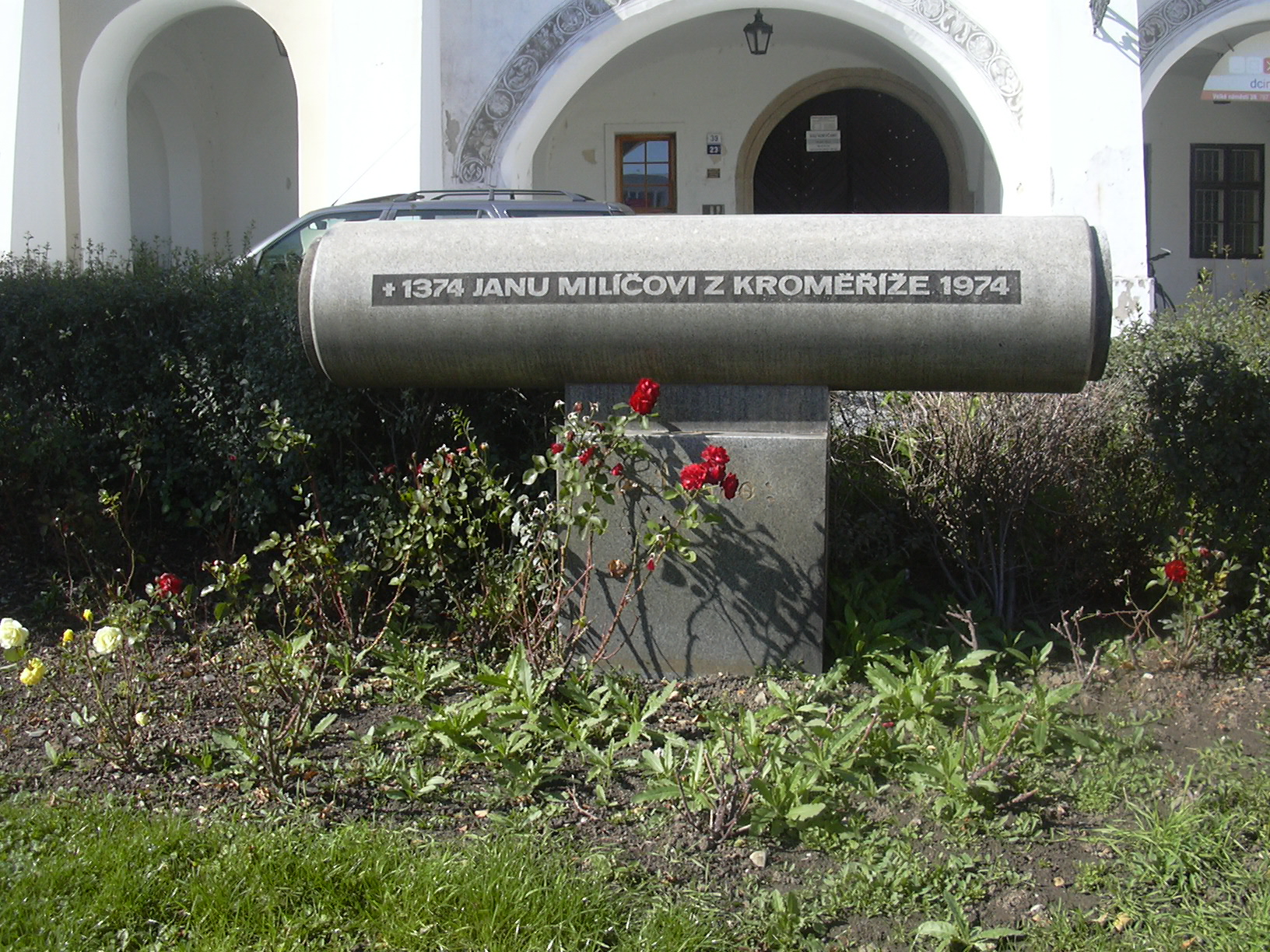
Pomnik Jana Milicza w Kromieryżu

Jan Milicz z Kromieryża (łac. Ioannes Milicius; niem. Johann Militsch)
(ur. ok. 1325 Kromieryżu; zm. 29 czerwca 1374 w Awinionie) czeski duchowny, najbardziej wpływowy kaznodzieja i pisarz w Czechach
spośród tych, którzy w ciągu XIV wieku w pewnym sensie utorowali drogę dla reformatorskiej działalności 
Jana Husa.

## Zarys ogólny
Niewiele wiadomo o wczesnych latach życia Jana. Urodził się w Kromieryżu na Morawach.
Data narodzin nie jest znana (prawdopodobnie około 1325). Przyjął święcenia kapłańskie w 1350. Od 1358 
do 1360 służył jako rejestrator a od 1360 do 1362 jako korektor kancelarii cesarza 
Karola IV, któremu wielokrotnie towarzyszył w Niemczech. W październiku 1362
został kanonikiem katedry w Pradze razem z godnością archidiakona. W grudniu 1363 zrezygnował
ze wszystkich stanowisk, żeby móc zostać prostym kaznodzieją. Przemawiał do uczonych po łacinie,
a do laików, co było nowością, po czesku lub niemiecku, którego nauczył się właśnie w tym celu.
Wyróżniał się swym apostolskim ubóstwem i wkrótce wzbudził wrogość zakonów żebraczych.
Sukces jego wysiłków stał się widoczny w sposobie w jaki przekształcił cieszącą się złą sławą ulicę "Benátky"
(Wenecja) w Pradze w instytucję dobroczynną pod nazwą "Jeruzalém" (Jerozolima). Ponieważ widział w świetle Pisma Świętego
zło wewnątrz i na zewnątrz Kościoła, rosło w nim przekonanie, że „ohyda spustoszenia” jest obecnie
widoczna w świątyni Boga, a antychryst już nadszedł. W 1367 przybył do Rzymu (gdzie z Awinionu oczekiwano
papieża Urbana V) by wyłożyć swe poglądy. Przykleił do bram
bazyliki św. Piotra plakat zapowiadający jego kazanie, lecz zanim zdołał 
je wygłosić został wtrącony do więzienia przez inkwizycję.
Jednakże papież Urban po swym przybyciu nakazał uwolnienie go, więc powrócił do Pragi i od 1369 do 1372
codziennie wygłaszał kazania w tamtejszym kościele Najświętszej Marii Panny Przed Tynem. W późniejszych latach kler diecezji skarżył się na niego
w dwunastu artykułach do dworu papieskiego w Awinionie dokąd został wezwany w wielki post 1374 i gdzie też
zmarł tego samego roku niedługo po ogłoszeniu jego niewinności i upoważnieniu do wygłaszania kazań przed zgromadzeniem
kardynałów.

## Prace

### Łacina
- Abortivus
- Gratiæ Dei
- Lectiones quadragesimales („Kazania wielkopostne”)
- Libellus de Antichristo ("„Książeczka o Antychryście” napisana w więzieniu w Rzymie)
- Sermo de die novissimo (zbiór cytatów o końcu świata)

### Czeski
- Modlitby po kázání („Modlitwy po kazaniu” nie zachowały się, również po niemiecku)